# بیل فلفل
بیل فلفل (انگلیسی: Bill Pepper؛ 1895 – 25 اکتبر ۱۹۱۸ (۲۲−۲۳ سال)) بازیکن فوتبال اهل پادشاهی متحد بریتانیای کبیر و ایرلند بود.
از باشگاه‌هایی که در آن بازی کرده‌است می‌توان به باشگاه فوتبال لستر سیتی اشاره کرد.